# Kleinwalsertal
Das Kleinwalsertal (auch: Kleines Walsertal; walserdeutsch nur Walsertal) liegt in den Allgäuer Alpen und gehört zum österreichischen Bundesland Vorarlberg. Das Hochtal liegt im Gemeindegebiet von Mittelberg und ist Teil des Bezirks Bregenz. Aufgrund der geographischen Lage mit seiner alpinen Geländestruktur hat das Kleinwalsertal keine direkte Verkehrsverbindung für Kraftfahrzeuge zum übrigen Vorarlberger Land. Das Tal ist nur von der Nachbargemeinde Oberstdorf in Bayern auf einer Straße zu erreichen. Für die Republik Österreich handelt es sich damit um eine funktionale Exklave innerhalb der Bundesrepublik Deutschland (vgl. auch Jungholz).
Der Name des Tals kommt von den Walsern, die im 13. Jahrhundert aus dem Wallis hierher zogen (siehe auch Großwalsertal). Auch wenn die einzige Straßenverbindung über Oberstdorf führt, gehört das Kleinwalsertal nicht zum Allgäu.

## Geografie

### Lage und Berglandschaft

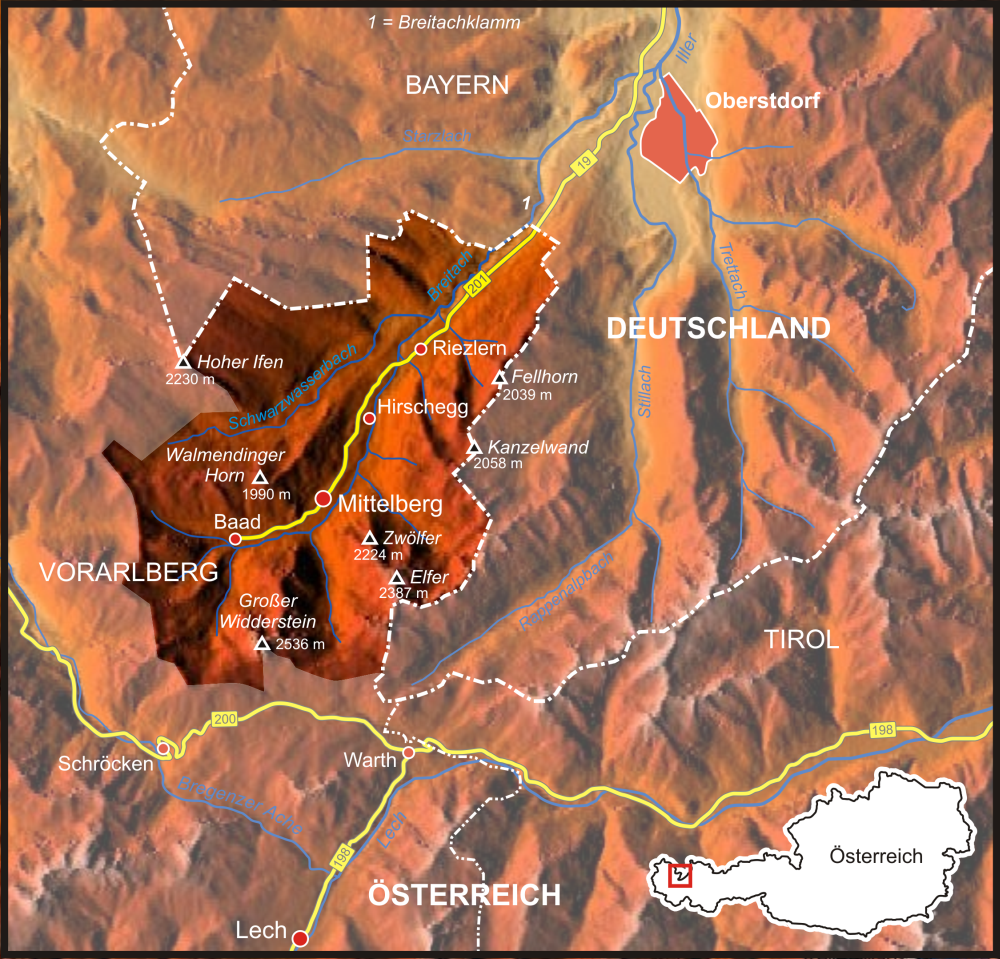
Das österreichische Kleinwalsertal, eine funktionale Enklave, die per Straße nur aus der bayerischen Nachbargemeinde Oberstdorf zu erreichen ist

Das Kleinwalsertal ist ein hochgelegenes Kerbtal im Osten von Vorarlberg. Es ist umgeben von den Nordwestlichen und Südöstlichen Walsertaler Bergen die im Osten und Südosten an die Allgäuer und Lechtaler Alpen, im Süden an den Tannberg und im Westen an den Bregenzerwald grenzen. Nach Norden hin öffnet sich das Alpenvorland. Die Breitach zieht sich durch das gesamte Tal und wird von einigen Seitenbächen gespeist, die aus den Seitentälern des Kleinwalsertals stammen.
Das Kleinwalsertal wird fast vollständig von hohen Bergen umschlossen. Von ihnen wird das Kleinwalsertal gegenüber dem übrigen Staatsgebiet Österreichs abgeschnitten. Deren höchste Erhebung ist der Große Widderstein (2536 m). Eine Verkehrsverbindung besteht lediglich zum auf bayerischer Seite liegenden Oberstdorf (Enklave). Aus dieser geographischen Sonderstellung ergaben und ergeben sich eine Reihe von Besonderheiten, siehe Geschichte und Wirtschaft.
Weitere Berge sind der Elferkopf (2387 m), der Hohe Ifen (2230 m), die Kanzelwand (2058 m), das Fellhorn (2038 m) und das Walmendinger Horn (1990 m) – siehe Nordwestliche und Südöstlichen Walsertaler Berge.
Im Kleinwalsertal treffen vier geologische Einheiten aufeinander: das Helvetikum mit dem verkarsteten Schrattenkalk (Ifen, Gottesackerplateau), der Rhenodanubische oder Vorarlberger Flysch (Walmendingerhorn, Heuberg, Güntlispitze, Fellhorn) und die schroffen Felsen des Ostalpin (Nördliche Kalkalpen) aus Hauptdolomit (die Walser Kerle: Widderstein, Elfer, Schafalpköpfe, Kanzelwand) sowie die Arosazone, die einen schmalen lückenhaften Gürtel zwischen Flysch und Ostalpin bildet. Sie enthält die größte Vielfalt an Gesteinen und zieht sich vom Üntschenjoch und dem Bärenkopf entlang quer durchs Gemstel- und Wildental bis unter die Kanzelwand. Aber auch Lias-Gesteine am Elfer und Gesteine der Ultrahelvetikum-Mélange finden sich im Kleinwalsertal in der Umgebung Mittelalp.

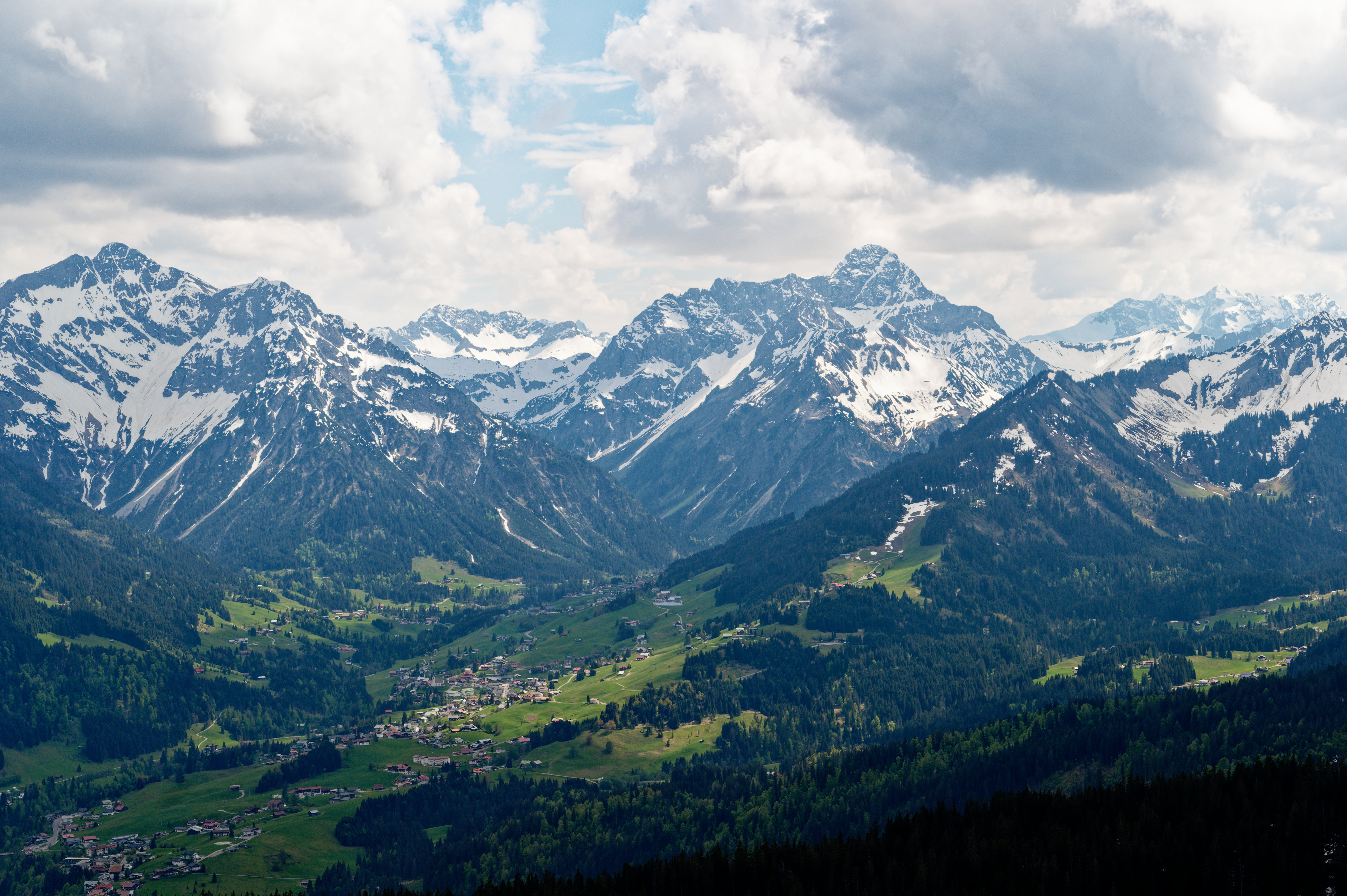
Luftbild Blick in das Kleinwalsertal von Norden. Im Zentrum des Bildes die Gemeinde Mittelberg (Juni 2021).

Die europäische Hauptwasserscheide zwischen Rhein/Nordsee und Donau/Schwarzem Meer verläuft über das Gottesackerplateau und den Hohen Ifen zum Gerachsattel und weiter zum Hochalppass beim Widderstein.

### Gliederung
Das Kleinwalsertal umfasst die Gemeinde Mittelberg und die drei Orte Mittelberg mit Baad, Hirschegg und Riezlern. Der amtliche Name dieser Gesamtgemeinde lautet Mittelberg nach dem zuerst besiedelten Ort. Auf einer Fläche von 96,82 Quadratkilometern leben 5075 Einwohner, das ergibt eine Bevölkerungsdichte von knapp 52 Einwohnern je Quadratkilometer (Stand: 1. Januar 2020).

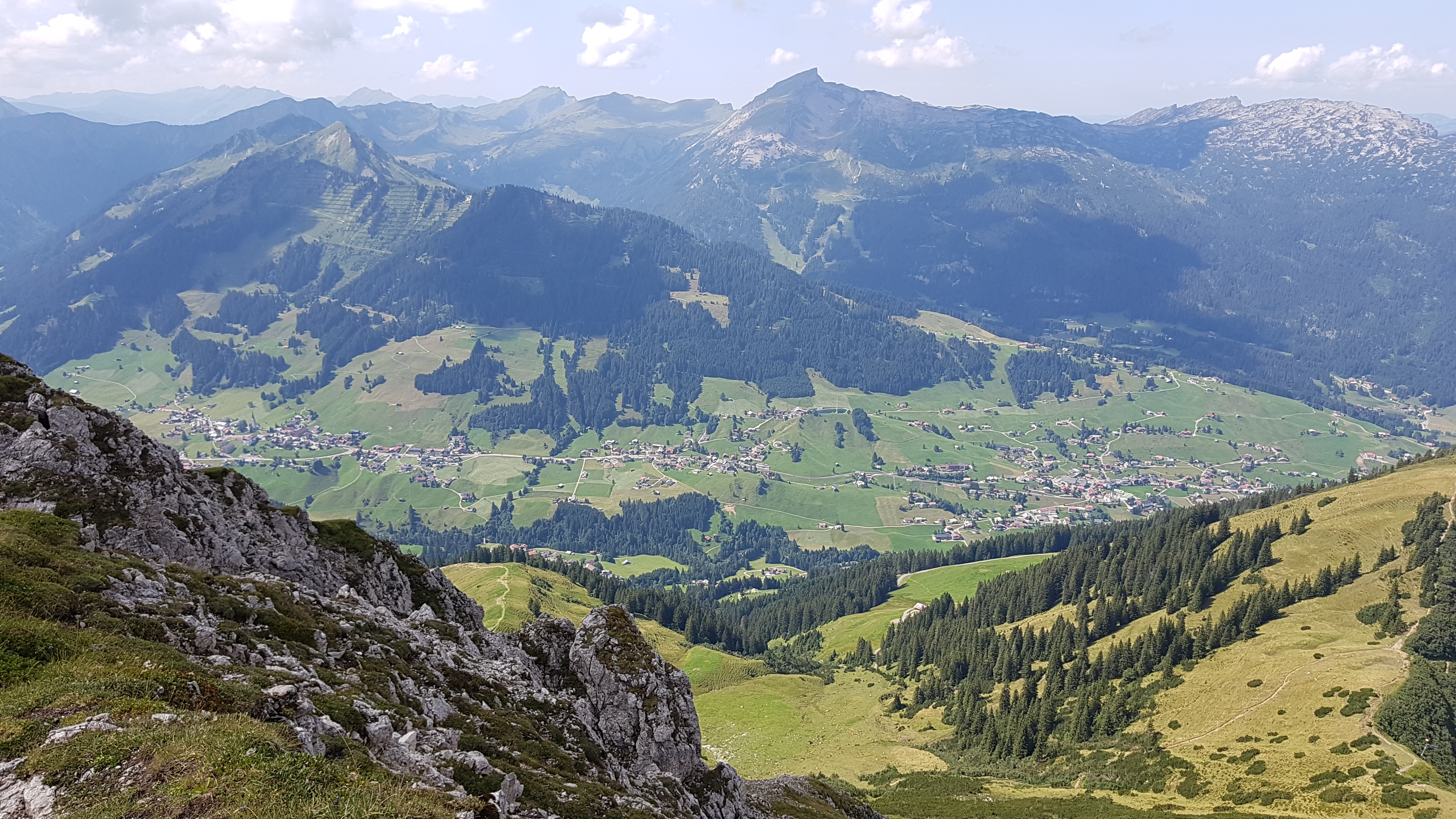
Kleinwalsertal mit Mittelberg und Hirschegg

Das Kleinwalsertal, auch Breitachtal, nach der Breitach, hat folgende Seitentäler und Bäche:
| Seitental                                       | Seitenbach        | Länge des Baches in km | Ortschaft          |
| ----------------------------------------------- | ----------------- | ---------------------- | ------------------ |
| Turatal (walserdeutsch: Duura)                  | Turabach          | 3,1                    | Baad in Mittelberg |
| Derratal (walserdeutsch: Dellera)               | Derrabach         | 2,7                    | Baad in Mittelberg |
| Bärgunttal (walserdeutsch: Bergont)             | Bärguntbach       | 1,5                    | Baad in Mittelberg |
| Lüchletobel                                     | Lüchlebach        | –                      | Baad in Mittelberg |
| Gemsteltal (walserdeutsch: Gänschel)            | Gemstelbach       | –                      | Mittelberg         |
| Wildental                                       | Wildenbach        | 1,9                    | Mittelberg         |
|                                                 | Zwerenbach        | 2,0                    | Riezlern           |
| Schwarzwassertal (walserdeutsch: Schwarzwasser) | Schwarzwasserbach | 11,7                   | Hirschegg          |
| (walserdeutsch: Schmittatobel)                  | Schmiedebach      | 2,3                    | Riezlern           |
| Gattertal (walserdeutsch: Gattertobel)          | Gatterbach        |                        | Riezlern           |
|                                                 | Hörnlebach        |                        | Riezlern           |
| (walserdeutsch: Buachtobel)                     | Buchenbach        |                        | Riezlern           |

## Naturschutz
Im Kleinwalsertal liegt das Europaschutzgebiet Ifen, das zweitgrößte Europaschutzgebiet Vorarlbergs. Noch größer ist das Pflanzenschutzgebiet Hochifen und Gottesackerwände. Beide Schutzgebiete überlappen sich. Nordwestlich der Linie Grünhorn – Schwarzwasserbach – Breitach ist das gesamte Kleinwalsertal unter Naturschutz. Auch die angrenzenden deutschen Gebiete beim Hohen Ifen stehen unter Naturschutz. Gerade die Karstlandschaft Gottesacker mit dem Höhlensystem Höllloch, der Schwarzwasserbach und die zahlreichen Hochmoore im oberen Schwarzwassertal sind ökologisch besonders wertvoll und schützenswert.

## Geschichte
Das Kleinwalsertal wurde im Jahre 1270 von den Walsern besiedelt, einer Volksgruppe, die aus dem deutschsprachigen Oberwallis in der Schweiz zuwanderte. Diese alemannische Herkunft unterscheidet die Bewohner sprachlich noch heute von den Bewohnern der umliegenden Gemeinden. Ihr Dialekt wird dem Höchstalemannischen zugeordnet, während man im Allgäu einen niederalemannischen Dialekt und im restlichen Vorarlberg einen hochalemannischen Dialekt (Vorarlbergerisch) spricht.

### Steinzeitfunde
Das Kleinwalsertal wurde schon in der Steinzeit bewohnt. Davon zeugen von Detlef Willand geführte Ausgrabungen am Gottesacker, bei denen unter anderem Schaber, Pfeilspitzen und Feuerstellen aus der Jungsteinzeit zu Tage kamen. Teile dieser Funde können in der Bergschau im Veranstaltungszentrum Walserhaus in Hirschegg besichtigt werden.
Am Widderstein und am Bärenkopf wurden zudem nach den umfangreichen Prospektionsarbeiten des Geoarchäologen Alexander Binsteiner Radiolaritabbaustellen entdeckt. Vermutlich wurde in diesen steinzeitlichen Bergwerken mit Hirschgeweihhacken oder faustgroßen Hämmern das wertvolle Gestein abgetragen. Es wird noch untersucht, inwieweit die Steine weit über die Grenzen des Kleinwalsertals gehandelt wurden.

### Mittelalter
- 1059: Die älteste urkundliche Erwähnung des Gebiets des Kleinwalsertals ist auf den 5. Februar 1059 datiert. Mit dieser Urkunde schenkte König Heinrich IV. dem Bischof Heinrich II. von Augsburg ein Gebiet, das an das heutige Kleinwalsertal grenzte. In dieser Urkunde werden auch zum ersten Mal der größte Bach, welcher durch das Tal fließt, mit seinem bis heute fast gleich gebliebenen Namen „praitahe“ (Breitach) und der höchste Berg des Tals mit „widerostein“ (Widderstein) erwähnt.
- 1270–1300: Die ersten urkundlich belegten Bewohner des Kleinwalsertals kamen um etwa 1270 aus dem Oberwallis. Politische und wirtschaftliche Gründe veranlassten sie dazu, ihre Heimat zu verlassen. Fünf Walliser Familien unter der Führung von Hans Wüstner kamen damals über den Hochalppass in das noch unbewohnte Breitachtal. Das Tal gehörte zum Zeitpunkt der Einwanderung der ersten Walser dem Freiherrn von Rettenberg (Röthenberg). Den Walsern wurde die Rodung und Ansiedelung in dem zuvor nur zur Jagd benutzten Gebiet gestattet. Sie mussten lediglich einen Laib Käse pro Familie und Jahr an den Freiherrn abgeben. Erste urkundlich erwähnte Namen des Kleinwalsertals sind das Breitachtal, Mittelberg und das Tal zu den Wüstner. Anfangs bildete die Siedlung Mittelberg mit anderen Siedlungen wie Lech, Zug, Warth und Krumbach die Kolonie Tannberg.
- 1350/51: Nach dem Tod des letzten männlichen Erben der Rettenberg kam das Tal in den Besitz von Adelheit von Waldburg, welche das Breitachtal 1351 an die Gebrüder von Heimenhofen verkaufte.
- 1451–1453: Die Walser nahmen Graf Ulrich von Werdenberg-Sargans und Hans von Rechberg, welche wegen einer unbekannten Streitigkeit auf den Tannberg kamen, gefangen und misshandelten sie. Herzog Sigmunds von Tirol Ersuchen um Entlassung der beiden wurde jedoch abgelehnt. Später wurde Ulrich von Werdenberg freigelassen, Hans von Rechberg blieb allerdings gefangen. Daraufhin befreite Herzog Sigmund Hans von Rechberg mit Waffengewalt und eroberte dabei die komplette Tannberger Kolonie. Die Tannberger verloren dabei all ihre Rechte, wie es aus einer Ergebungsurkunde vom 11. März 1453 hervorgeht. Die Tannberger und Mittelberger unterstanden nun dem Habsburger Herzog Sigmund und gehörten somit von diesem Tag an zu Österreich. Die Tannberger und Mittelberger wurden dem Gericht von Bregenz zugeteilt. Dieses für die Mittelberger Geschichte sehr bedeutende Ereignis führte auch zur ersten urkundlich auffindbaren Erwähnung über die Existenz der Walser im Kleinwalsertal.
- 1460: Der bisherige Besitzer des Breitachtals, Jörg von Heimenhofen in Fischen, ließ sich nach langen Verhandlungen am 28. Oktober 1460 auf einen Vergleich ein. Darin verzichtete er auf Tannberg und Mittelberg mit all seinen Rechten und begab sich in den Dienst des Herzogs. Dafür erhielt er als Entschädigung 1000 rheinische Gulden in bar.
- 1500: Die Walser erlangten wieder die Patronatsrechte, die zuvor der römisch-deutsche König und Erzherzog Maximilian ausübte. Damit hatten die Walser alle Rechte wieder erlangt, die sie 1453 verloren hatten.
- 1563: Unter Kaiser Ferdinand I. (1521–1564; Enkel Maximilians I. und Bruder Karls V.) erhielten die Walser ihr eigenes Gericht am 1. April 1563. Die Mittelberger unterstanden somit nicht mehr dem Gericht Tannberg.

### Nach 1800
- 1806: Infolge der napoleonischen Kriege erlosch das Heilige Römische Reich Deutscher Nation, und durch den Pressburger Frieden wurde Vorarlberg, einschließlich Mittelbergs, dem Königreich Bayern zugeschlagen. Von diesem Zeitpunkt an hatte Mittelberg unter einer enormen steuerlichen Abgabenlast zu leiden.
- 1810: Das Mittelberger Gericht wurde abgeschafft. Neuer Gerichtssitz war das Landgericht Bezau im Bregenzerwald.
- 1814: Am 7. Juli 1814 wurde Vorarlberg wieder in das Habsburger Kaisertum Österreich eingegliedert. Im Tal wurde dieser Staatenwechsel unter anderem mit einem Bergfeuer und brennenden Fässern, die unter allgemeinem Jubel der Bevölkerung von den Bergen gerollt wurden, gefeiert.

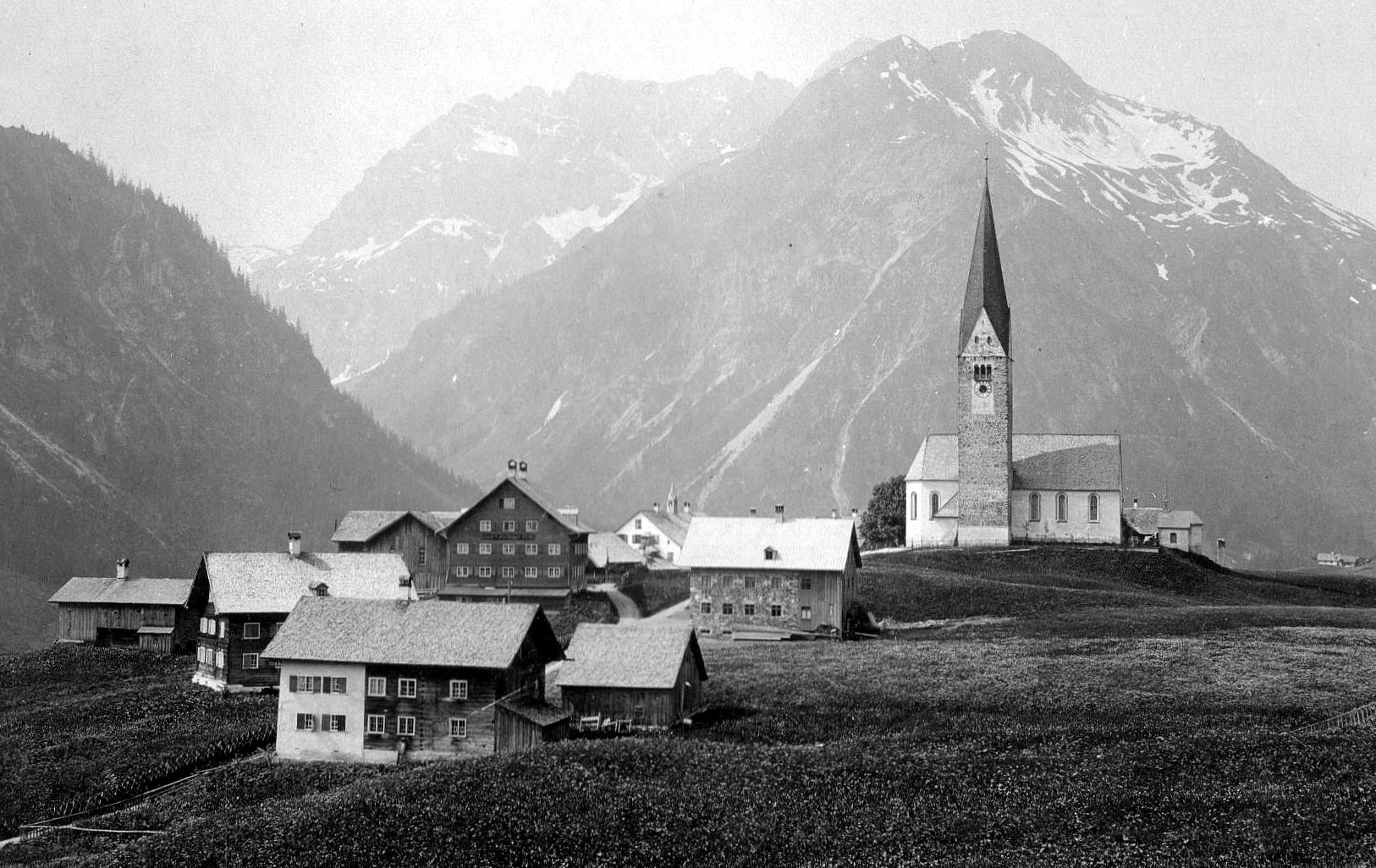
Mittelberg, um 1900

- Durch die Konsolidierung des Königreiches Bayern und der k.u.k.-Monarchie Österreich-Ungarn sowie die Errichtung von Zollschranken wurde das Wirtschaftsleben der Walser sehr stark erschwert. Wegen fehlender Straßenverbindungen zum übrigen österreichischen Staatsgebiet wurde der Warenaustausch fast unmöglich gemacht. Die Hauptgeschäfte mit landwirtschaftlichen Produkten wie Vieh, Käse und Butter waren bis dahin nach Bayern ausgeführt und dort verzollt worden. Ab 1878 verschärfte Bayern seine bisherigen Zollbeschränkungen und untersagte den Walser Landwirten den Viehverkauf im benachbarten Allgäu, obgleich dies seit Jahrhunderten üblich gewesen war. Die Landwirte waren nun gezwungen, ihr Vieh über Berge und Pässe zu den Vorarlberger Märkten zu treiben. Da das Zurücktreiben des Viehs zu aufwändig und unwirtschaftlich war, verkauften die Landwirte ihre Tiere zu aktuell gebotenen Preisen, die auch sehr ungünstig sein konnten. Fast das gesamte 19. Jahrhundert kämpften die Walser Bürger für eine Sonderwirtschaftszone, und 1891 erreichten sie dieses Ziel. Die Gemeinde Mittelberg erhielt den lange ersehnten Status eines Zollausschlussgebiets.[2] Damit war der freie Warenverkehr mit Deutschland wieder für landwirtschaftliche Produkte und andere wichtige Handelsgüter möglich. Von da an ging es im Tal wirtschaftlich wieder aufwärts.

Mittelberg um 1965

- 1894: Gründung des Spar- und Darlehenskassenverein Mittelberg
- 1918/19: Nach dem Ersten Weltkrieg und der Auflösung des Vielvölkerreiches Österreich-Ungarn wurden auch die Bewohner des Tales zu Bürgern der neuen Republik Österreich (1918/19: Deutschösterreich).
- 1930: Die Buslinie Oberstdorf–Mittelberg wurde in Betrieb genommen.
- 1933: Eine Ausnahmeregelung, welche das Kleine Walsertal von der Tausend-Mark-Sperre des Deutschen Reiches befreite, führte zu wachsendem Fremdenverkehr.
- 1938: Mit dem Anschluss Österreichs wurden auch die Vorarlberger und damit die Walsertalbewohner zu Reichsdeutschen. Das Kleinwalsertal wurde im Gegensatz zum restlichen Bundesland Vorarlberg, das Teil des Reichsgaus Tirol-Vorarlberg wurde, an den bayerischen Regierungsbezirk Schwaben angeschlossen: Vom 15. Oktober 1938 bis zum 8./9. Mai bzw. 19. September 1945 gehörte die Gemeinde Mittelberg zum Landkreis Sonthofen.[3]
- 1940: Der Parsennschlepplift in Riezlern ging als erster Skilift des Tales in Betrieb.
- Im mondänen Ifen-Hotel, das 1936 von dem hannoverschen Architekten Hans Kirchhoff erbaut wurde, wurden ab Herbst 1943 prominente Häftlinge des NS-Regimes, darunter Yves Bouthillier, Francesco Saverio Nitti, André François-Poncet, Irene von Griechenland, Andrij Melnyk, Luigi Rizzo und Carmine Senise interniert.[4]
- 1945: Am 1. Mai 1945 überschritten Soldaten der 2. marokkanischen Infanteriedivision die Landesgrenze und marschierten ins Kleinwalsertal ein, das restliche Vorarlberg wurde durch die 4. marokkanische Infanteriedivision besetzt. Nach dem Zweiten Weltkrieg, der zur Kapitulation der Wehrmacht und der Wiedererrichtung der Republik Österreich führte, wurden auch die Vorarlberger und die Bürger des Kleinen Walsertals wieder zu österreichischen Staatsbürgern.
- 1950: Fertigstellung des Heuberg-Sesselliftes in Hirschegg.
- 1955: Die Kanzelwandbahn nahm als erste Bergbahn ihren Betrieb auf.
- 1966: Die Walmendingerhornbahn in Mittelberg nahm den Betrieb auf.
- 1972: Das Skigebiet Ifen-2000 wurde fertiggestellt und das Casino Kleinwalsertal eröffnet.

## Wirtschaft

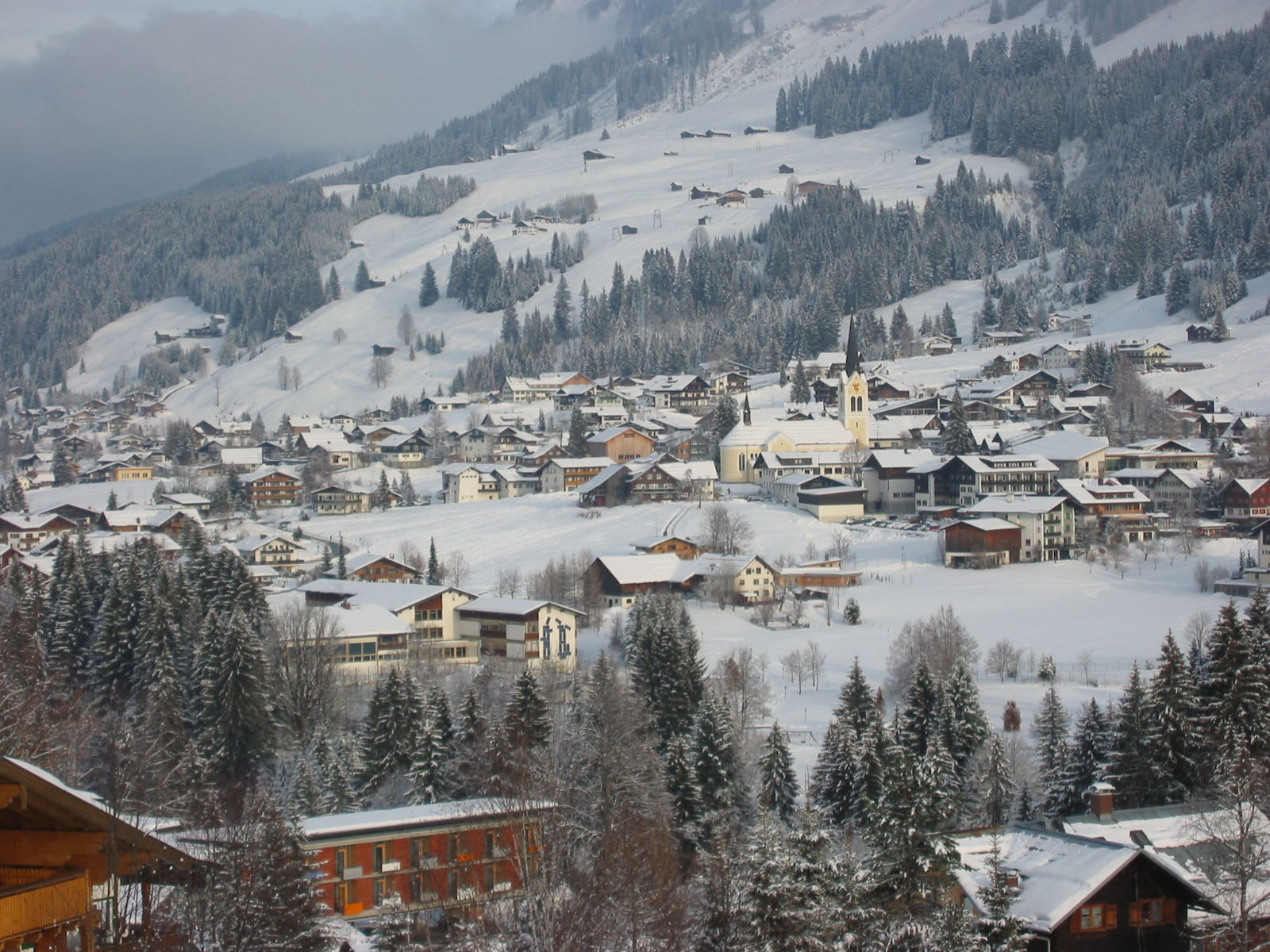
Blick auf die Ortsmitte von Riezlern

Das Tal ist heute Österreichs drittgrößtes Tourismusziel. Der jahrhundertelang bedeutendste Wirtschaftszweig war die Landwirtschaft, die aktuell nur mehr eine marginale Bedeutung hat. Schon 1960 erreichte die Nächtigungszahl erstmals eine Million. Im Tourismusjahr 2001/02 gab es insgesamt 1.678.180 Übernachtungen bei einer Kapazität von 12.000 Betten.
Der Wander- und Ausflugstourismus – vor allem auch von Familien mit kleineren Kindern und Senioren – ist sehr ausgeprägt. Die Auswahl an einfachen Spazierwegen und mäßig schwierigen Wanderpfaden ist entsprechend breit und gut ausgeschildert. Mit dem eng getaktet fahrenden Walserbus, der den Kurtaxe zahlenden Touristen als Inhabern der Walsercard kostenlos zur Verfügung steht, ist die Mobilität im Tal ohne PKW gewährleistet.
Zur starken Ausprägung des Tourismus verhalf auch die gute Verkehrsanbindung nach Norden. So benötigt man für die Strecke Stuttgart–Kleinwalsertal nur etwa zweieinhalb Stunden.
Im Jahr 2003 gab es am Ort 243 Gewerbebetriebe mit 1573 Beschäftigten und 144 Lehrlingen;
lohnsteuerpflichtige Erwerbstätige waren 2518 Personen.

### Tourismus

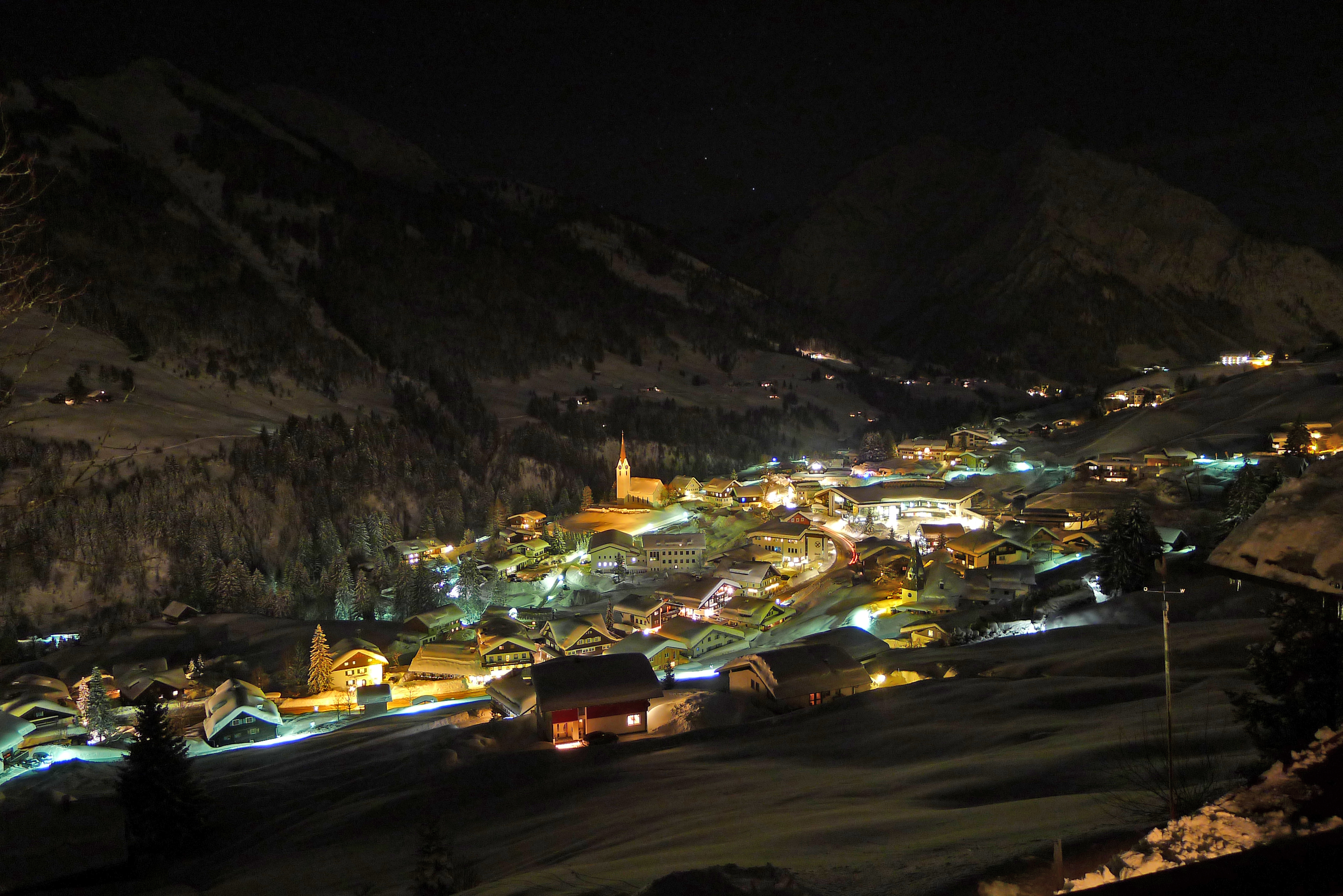
Hirschegg bei Nacht

Der Tourismus ist der wichtigste Wirtschaftsfaktor im Tal, wobei der Sommertourismus etwa gleich ausgeprägt ist wie der im Winter.
Im Tourismusjahr 2017/2018 (November 2017 bis Oktober 2018) erzielte das Kleinwalsertal über 1,7 Mio. Nächtigungen (+4,9 % im Vergleich zum Vorjahr 2016/2017). Es kamen rund 355.000 Gäste ins Kleinwalsertal (10.038 Gästebetten in der Sommersaison 2018).
Die Übernachtungszahlen betrugen im Winter 2018/19 828.180 (−1,5 % im Vergleich zum Vorjahr 2017/18) gegenüber 927.543 (+3 % im Vergleich zum Vorjahr 2017) in der Sommersaison 2018.

#### Kleinwalsertal im Sommer
Im Sommer kommen die Gäste meist zum Wandern und Bergwandern. Die Wanderwege erstrecken sich über drei Höhenlagen zwischen 1.086 und 2.536 m. Das Wegenetz besteht aus 185 km naturbelassenen, markierten Wanderwegen. Sie werden von 40 Hütten, Sennalpen und Bergrestaurants flankiert. Das Kleinwalsertal ist auch Start- oder Zielpunkt des „Grossen Walserwegs“ von Zermatt ins Kleinwalsertal oder eben umgekehrt. Im Sommer sind 8 Lifte in Oberstdorf für einen erleichterten Auf- und Abstieg geöffnet.
Das Kleinwalsertal ist zudem Veranstaltungsort für Trailrunning Wettkämpfe und Trainingcamps. Drei verschiedene Höhenlagen zwischen 1.100 und 2.500 m erlauben ein Training der verschiedenen Höhen- und Bodenverhältnisse. Die Trails sind zudem in mehrere Schwierigkeitsgrade eingeteilt und ermöglichen so eine Anpassung an das eigene Leistungsniveau.
Relativ neu hinzugekommen sind zahlreiche Biketouren und -Trails. Vor allem eMountain-Bikes werden gerne von den Besuchern dazu benutzt, etwas höher hinaufzufahren. Die Radtouren wurden von der Gemeinde entlang aussichtsreicher oder historischer Strecken errichtet. Typisch für das Kleinwalsertal ist die Route „kleiner Grenzverkehr“ über die deutsch-österreichische Grenze. Diese Route führt über einen Panoramaweg nach Oberstdorf und entlang der Breitach zurück ins Kleinwalsertal.
In der Region gibt es zudem beliebte Klettersteige. Der Mindelheimer Klettersteig (B–C) führt über die Schafalpköpfe im Wildental. 2007 wurde von der Bergschule Kleinwalsertal an der Kanzelwand der sportlich anspruchsvolle 2-Länder-Sportklettersteig (C–D) und der Walsersteig, der Erlebnissteig für Einsteiger (B), errichtet. Die Bedingungen für das Sportklettern am Hohen Ifen und am Bärenköpfle zählen zu den besten der Alpen. Es ist jedoch aus jagdlichen Gründen stark eingeschränkt oder ganz verboten. Diese Einschränkungen wurden besonders angesichts der umfangreichen Erschließungen der näheren Umgebung von Bergsteigerverbänden als unangebracht und fachlich nicht fundiert kritisiert. So schrieb die Zeitschrift Alpin, dass „[…] sich ein solches Sperrgebiet gut ins Gesamtkonzept des Kleinwalsertales einfügt: Harter und lauter Tourismus mit großem wirtschaftlichen Nutzen dort und eine Ruhezone hier, wo eben nichts zu holen ist“. Von Seiten der Jagdaufsicht wird hingegen die Notwendigkeit einer Ruhezone für das Wild in dem ganzjährig stark touristisch genutzten Tal betont.

#### Kleinwalsertal im Winter

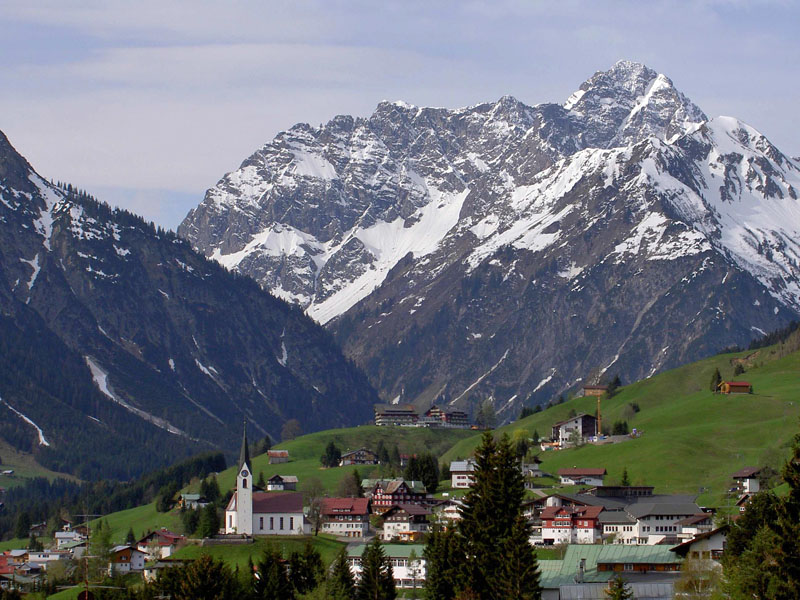
Blick auf die Ortsmitte von Hirschegg

Der große Stellenwert des Tourismus schlägt sich auch in der Wintersportinfrastruktur nieder. Eingebettet in die Skiberge Kanzelwand/Fellhorn, Ifen, Walmendingerhorn und Heuberg erstreckt sich das Kleinwalsertaler Skigebiet mit 103 Pistenkilometern über das ganze Tal – nur unterbrochen durch die Breitachbrücke (3 Gehminuten oder Bus) und das Schwarzwassertal (Buspendel von der Bergstation Parsenn zur Talstation Ifen). Gerade die talnahen Schlepplifte sind für Ski-Einsteiger geeignet – dazu gibt es neben der Skikarte für das gesamte Gebiet auch Anfängerkarten. Benachbarte Skigebiete sind das Söllereck auf halbem Weg nach Oberstdorf (1 Gondel- und 4 Schlepplifte, 14 Pistenkilometer) und das Nebelhorn in Oberstdorf (3 Gondel-, 2 Sessel- und 2 Schlepplifte, 13 Pistenkilometer). Insgesamt bietet das grenzübergreifende Skigebiet Kleinwalsertal-Oberstdorf über 130 km Pisten in allen Schwierigkeitsgraden an 48 Liftanlagen (7 Gondel-, 9 Sessel- und 15 Schlepplifte).
1940 wurde der erste Lift im Kleinwalsertal, der Parsenn-Schlepplift, erbaut – bald darauf, 1945, der Heuberglift als Einer-Sessellift. Die erste Bergbahn des Tales, die Kanzelwandbahn, wurde 1955 in Riezlern fertiggestellt und 1989 erneuert. Die Walmendingerhornbahn wurde 1966 erbaut. Die Ifenbahn im Schwarzwassertal in der Nähe des Gottesackers wurde 1972 eröffnet und 2016/2017 mit 10er-Kabinen bzw. einer 6er-Sesselbahn komplett erneuert. Zudem werden ein Funpark und ein Boarderpark angeboten.
Langlauf ist auf der Schwendeloipe mit 12 km, der Küren-Wäldele-Egg-Loipe mit 14 km und der Steinbockloipe mit 14,6 km (plus 10 km Skating-Loipe) in einer Höhenlage von 1044 und 1290 m ü. A. möglich.
Über 50 km Winterwanderwege ergänzen das Angebot. Die Bergbahnen Ifen, Parsenn, Walmendingerhorn und Kanzelwand sowie die Sesselbahnen Heuberg und Zaferna befördern auch Fußgänger zu den Gipfelstationen oder Höhenwegen.

### Zollausschlussgebiet
Seit 1891 ist das Kleinwalsertal Zollausschlussgebiet und somit deutsches Wirtschaftsgebiet (der Vertrag wurde nach dem 1. Weltkrieg wie auch 1945 zwischen der Republik Österreich und der Bundesrepublik Deutschland wiederhergestellt). Dies ermöglichte der Walser Bevölkerung, zollfrei mit den benachbarten bayerischen Regionen zu handeln, und erleichterte den Warenaustausch sehr, weil damit zollfreier Handel nicht mehr nur zu Fuß über Berge und Pässe notwendig war. Nach dem Beitritt Österreichs zur Europäischen Union 1995 verlor der Sonderstatus des Kleinwalsertals seine Bedeutung, da nun Österreich und Deutschland dem gleichen Wirtschaftsraum angehören.
Bis zum EU-Beitritt mussten Güter aus Österreich in Deutschland verzollt oder die Einfuhrumsatzsteuer bezahlt werden, während deutsche Güter abgabenfrei bezogen werden konnten. Die Steuern waren bis zur Einführung des Euro an das österreichische Finanzamt in D-Mark zu zahlen. Ferner galt bei der Post ein Sondertarif. Sendungen nach Österreich wurden nach den Inlands-Tarifen der österreichischen Post berechnet, solche nach Deutschland waren mit Inlands-Porti der bundesdeutschen Post freizumachen. Alle Postämter führen zwei Stempel, einen mit österreichischer Postleitzahl und einen zweiten mit der deutschen. Eigentlich sollten die deutschen Postleitzahlen (87567 Riezlern, 87568 Hirschegg, 87569 Mittelberg) zum 31. Dezember 2006 abgeschafft werden, wurden jedoch nach Protesten beibehalten (die österreichischen sind 6991, 6992 respektive 6993). Die deutsche Telefonvorwahl 08329 hingegen wurde per 1. Juli 2003 stillgelegt, gültig ist nur mehr die österreichische Vorwahl 05517 (aus Deutschland: 0043 5517).
Noch heute darf die Polizei in Österreich festgenommene deutsche Staatsangehörige nicht über Deutschland nach Vorarlberg zum Gericht bringen. Sie werden mit dem Polizeihubschrauber Libelle des Innenministeriums (BMI) ausgeflogen. Andere Nationalitäten können allerdings auf herkömmliche Weise mit dem Streifenwagen auf dem Landweg über Deutschland befördert werden.
Bei einer Lieferung ins Kleinwalsertal aus Deutschland oder aus der Europäischen Union ohne Österreich (gleichgültig, ob deutsche oder österreichische Postleitzahlen verwendet werden) handelt es sich immer um eine innergemeinschaftliche Warenlieferung, somit ist sie von der Umsatzsteuer befreit, sofern ein Unternehmer an einen Unternehmer liefert. Als Bestätigung hierfür ist eine gültige UID-Nummer ausreichend.
Der gültige Satz für die volle Umsatzsteuer beträgt wie in Jungholz 19 % (restliches Österreich 20 %) und orientiert sich damit an dem in Deutschland gültigen Satz. Bei der einzigen noch verbliebenen Tankstelle im Kleinwalsertal wird für Treibstoff nach wie vor die Mineralölsteuer von Deutschland erhoben. Im Kleinwalsertal kommt man also nicht in den Genuss der im Allgemeinen günstigeren österreichischen Benzinpreise.

## Banken und Steueroase
Durch das rigide österreichische Bankgeheimnis galt das Kleinwalsertal lange Zeit als Steueroase. In dem etwa 5000 Einwohner zählenden Gebiet gibt es jeweils eine Filiale der Hypo Vorarlberg Bank sowie der Volksbank Vorarlberg. Die heimische Walser Privatbank ist mit zwei Filialen im Kleinwalsertal ansässig. Alle diese Bankfilialen sind auch im Private Banking Segment tätig.
Selbst die deutsche Sparkasse Allgäu hatte bis Juli 2016 in Riezlern eine Filiale, gegen die ab 2017 von der Staatsanwaltschaft in Münster und Augsburg ermittelt wurde. Schätzungen gehen von sechs Milliarden Euro deutschem Schwarzgeld aus, das im Kleinwalsertal versteckt wurde.
Die Dornbirner Sparkasse sowie die Bank Austria unterhielten bis 2016 jeweils eine Filiale in Riezlern.
Des Weiteren betreibt Casinos Austria eine Spielbank im Kleinwalsertal.

## Verkehr und Infrastruktur

### Sicherheit

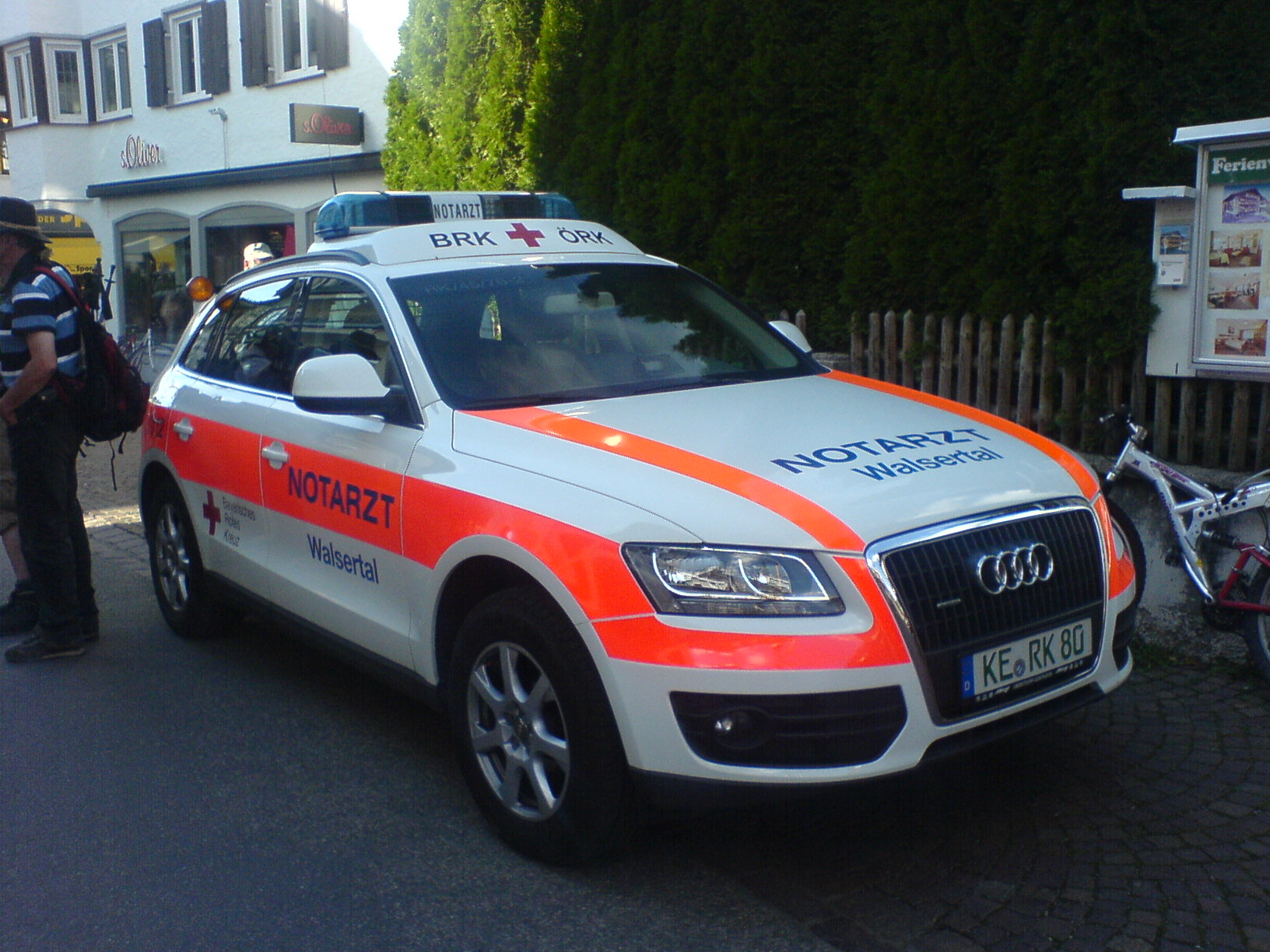
„Notarzt Walsertal“ (BRK-ÖRK)

Seit Dezember 1995 besitzt das Kleinwalsertal eine eigene Rettungswache, die im Frühjahr 2011 vom Ortsteil Hirschegg nach Riezlern in eine neue Wache umzog. Die Walser Rettung besitzt einen rund um die Uhr besetzten RTW, im Winter ebenfalls einen KTW und ganzjährig einen Bereitschafts-RTW. Um eine schnellstmögliche Versorgung zu gewährleisten, sollte der rund um die Uhr besetzte Rettungswagen im Einsatz sein. Der Rettungsdienst wird vom Bayerischen Roten Kreuz, Kreisverband Oberallgäu, betrieben. Grundlage für diese Zuständigkeit ist ein mit dem Österreichischen Roten Kreuz abgeschlossener Kooperationsvertrag.
Im Kleinwalsertal gibt es drei Allgemeinärzte, die auch als Notärzte fungieren. Zusätzlich dazu wird immer ein Notarzt aus dem benachbarten Oberstdorf alarmiert. Die Allgemeinärzte aus dem Kleinwalsertal übernehmen die notärztliche Erstversorgung mit der Walser Rettung, bis der Notarzt aus Oberstdorf eintrifft, der dann, sollte der Patient in ein Krankenhaus eingeliefert werden, die Fahrt begleitet. Jeder Ort hat eine eigene Freiwillige Feuerwehr, die alle dem Landesfeuerwehrverband Vorarlberg angehören. Die Gebietsstelle Kleinwalsertal des Österreichischen Bergrettungsdienstes gliedert sich in die zwei Ortsstellen Mittelberg-Hirschegg und Riezlern. Muss ein Hubschrauber angefordert werden, z. B. zur Bergung eines Schwerverletzten, wird grundsätzlich der Rettungshubschrauber Christophorus 8 aus Nenzing, der Gallus 1 der Firma Wucher aus Zürs oder der Polizeihubschrauber Libelle der österreichischen Flugpolizei von der Flugeinsatzstelle Hohenems alarmiert.
Weiters gibt es in Hirschegg mit der Polizeiinspektion Kleinwalsertal eine Dienststelle der österreichischen Bundespolizei, die der Landespolizeidirektion Vorarlberg unterstellt ist. Die Alarmierung aller Rettungsorganisationen und der Notärzte (mit Ausnahme des Euronotrufs 112) erfolgt über die Vorarlberger Rettungs- und Feuerwehrleitstelle in Feldkirch.
Nachdem es im Tal kurze Zeit keine Tankstelle gab, hat die Gemeinde Mittelberg eine Tankstelle gekauft, die Bürger sowie Touristen mit Treibstoff versorgen soll. Neben dieser Tankstelle betreibt die Energieversorgung Kleinwalsertal (EVK) mehrere Strom-Tankstellen für Elektroautos im gesamten Kleinwalsertal.

### Straße
Das Kleinwalsertal ist nur über eine öffentliche Straße, die Kleinwalsertalstraße (L201), vom deutsch-bayerischen Oberstdorf aus zu erreichen, welche in Baad (Kleinwalsertal) endet. Die Walserstraße besitzt keine Verbindung zum übrigen österreichischen Straßennetz, sodass das Kleinwalsertal eine funktionale Enklave ist.

### Öffentlicher Personennahverkehr
Im Kleinwalsertal existiert mit dem Walserbus ein Nahverkehrssystem, das mit insgesamt fünf Buslinien in einem dichten Takt ein Nahverkehrsangebot für Touristen bietet. Dessen Benutzung ist auf österreichischem Staatsgebiet für Gäste mit gebuchter Unterkunft im Kleinwalsertal kostenlos. Die Hauptlinie ist die Linie 1, die entlang der Walserstraße das zuhinterst im Tal gelegene Baad mit dem Bahnhof Oberstdorf verbindet. Alle anderen Linien ergänzen die Linie 1 an den Knotenpunkten Riezlern Post (Linien 2, 3, 5) und Mittelberg (Linie 4).

### Energieversorgung
Die Stromversorgung des Kleinwalsertals erfolgt über eine zweikreisige 110-kV-Freileitung, die vom Umspannwerk Rubi in Deutschland zum Umspannwerk Riezlern in Österreich führt.

### Rundfunkversorgung
Die Versorgung mit Rundfunkprogrammen des ORF erfolgt über den Sender Mittelberg 1 und den Sender Mittelberg 2.

## Bräuche

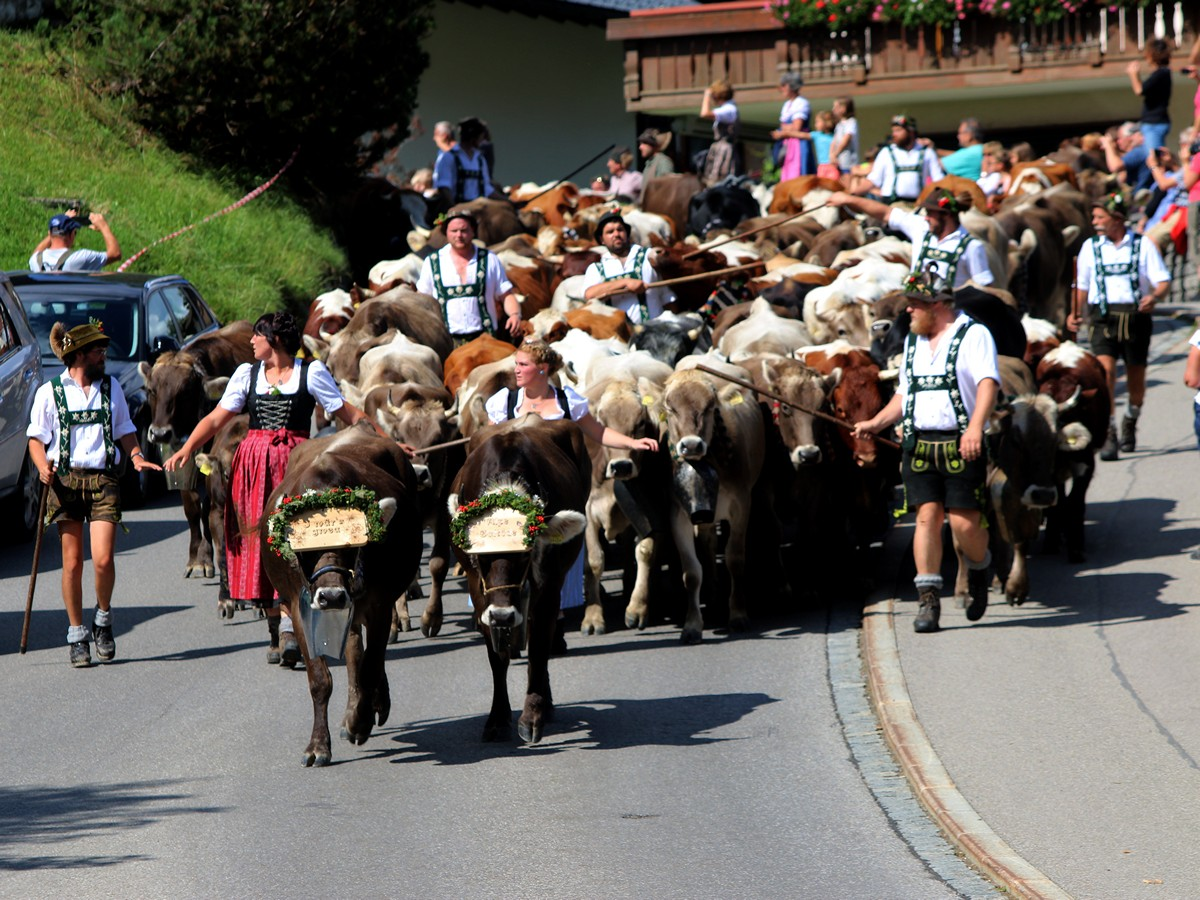
Alpabtrieb im Kleinwalsertal (2018)

Der öffentliche alljährliche im September stattfindende Almabtrieb – der Viehscheid – fand coronabedingt 2020 nicht statt.